# Poznașii din Bärenburg
Poznașii din Bärenburg (titlul original: în germană Bärenburger Schnurre) este un film pentru copii est-german, realizat în 1957 de regizorul Ralf Kirsten în studioul DEFA, protagoniști fiind actorii Paul Heidemann, Axel Dietrich, Erika Dunkelmann și Harry Hindemith.

## Rezumat
Copiii din micul orășel Bärenburg de pe Saale își doresc de multă vreme o zonă de scăldat cu un turn cu trambulină. Primarul respinge propunerea lor de a crea un ștrand în oraș. Se preface că vrea să construiască o piscină adevărată, dar se presupune că îi lipsesc fondurile și forța de muncă.
Când Hansel, istețul de 12 ani, vine cu o listă de voluntari, este dat afară, cu amenințarea: o să vă ajut eu! Băiatul a luat asta la propriu, a răspândit vestea și a început lucrul cu sprijinul a numeroși rezidenți. Primarul este revoltat, dar roata se învârtește deja. Scuzele și intrigile nu-l mai pot opri, mai ales că copiii își găsesc aliați hotărâți în părinți și în consilierul orașului...

## Distribuție
- Paul Heidemann – primarul
- Axel Dietrich – Hansel
- Erika Dunkelmann – mama lui Hansel
- Harry Hindemith – tatăl lui Hansel
- Doris Abeßer – sora lui Hansel
- Kurt Ulrich – profesorul Möbius de la școala din vale
- Helga Göring – mama lui Karin
- Eberhard Kratz – portarul Bräsicke
- Herbert Lange – primul milițian
- Fritz Stoewer – al doilea milițian
- Ellen Plessow – portărița
- Walter E. Fuß – șoferul primarului
- Carl Hamann – portarul de noapte
- Gerry Wolff – consilierul municipal Müller
- Hans Klering – consilierul urban
- Walter Jupé – consilierul municipal Wöllner
- Anna-Maria Besendahl – consiliera pentru învățământul public
- Renate Luderer – profesoara
- Nico Turoff – birtașul
- Rosemarie Menzel – femeia tânără
- Will Jussen – un coleg
- Christoph Picha – Peter
- Elke Roeder-Oehlert – Karin
- Wolfgang Steinebach – Kurt
- Jordi Banqué – Egon
- Raimund Matusche – Jochen
- Michael Oesterreich – Fritz